# Arboretum Lehmkuhlen

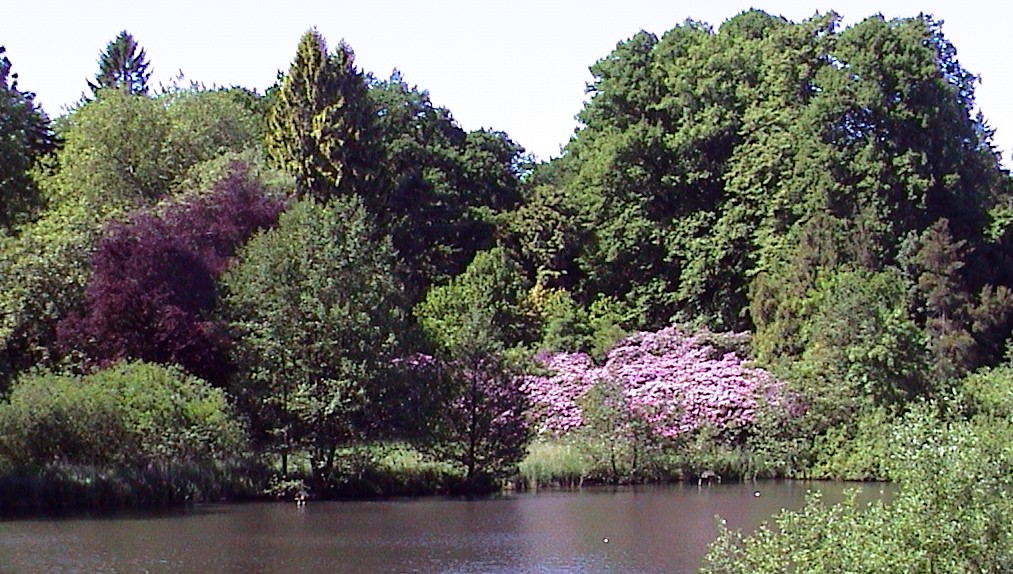
Arboretum Lehmkuhlen.

El Arboretum Lehmkuhlen es un arboreto de 50 hectáreas administrado por el « Guts- und Forstverwaltung Lehmkuhlen » (Administración y propiedad forestal de Lehmkuhlen). Se encuentra ubicado en Lehmkuhlen, Schleswig-Holstein, Alemania, se abre al público solamente previa solicitud.

## Historia
El arboreto fue creado entre 1911-1928 por Cosmos von Milde, quien plantó aproximadamente 1500 especímenes de árboles procedentes de todo el mundo.

## Colecciones
Actualmente (2009) el arboreto alberga unas 3200 plantas individuales, incluyendo especímenes de árboles maduros de Abies grandis, Abies nordmanniana, Fraxinus ornus, Juglans ailantifolia, Mespilus germanica, Quercus alba, Quercus castaneifolia, Quercus dentata, y Quercus trojana. 
Se ha creado un cementerio municipal en la esquina noroeste. 